# Карлос Паредес
Карлос Паредес (ісп. Carlos Humberto Paredes, нар. 16 липня 1976, Асунсьйон) — колишній парагвайський футболіст, що грав на позиції півзахисника.
Виступав, зокрема, за клуби «Порту», «Реджина» та «Спортінг», а також національну збірну Парагваю.

## Клубна кар'єра
Вихованець футбольної школи клубу «Олімпія» (Асунсьйон). Дорослу футбольну кар'єру розпочав 1995 року в основній команді того ж клубу, в якій провів п'ять сезонів, взявши участь у 79 матчах чемпіонату.
Своєю грою за цю команду привернув увагу представників тренерського штабу клубу «Порту», до складу якого приєднався 2000 року. Відіграв за клуб з Порту наступні два сезони своєї ігрової кар'єри. Більшість часу, проведеного у складі «Порту», був основним гравцем команди.
2002 року уклав контракт з клубом «Реджина», у складі якого провів наступні чотири роки своєї кар'єри гравця. Граючи у складі «Реджини» також здебільшого виходив на поле в основному складі команди.
З 2006 року два сезони захищав кольори команди клубу «Спортінг». Згодом з 2008 по 2011 рік грав у складі команд клубів «Олімпія» (Асунсьйон), «Рубіо Нью» та «Спортіво Лукеньйо».
Завершив професійну ігрову кар'єру у клубі «Олімпія» (Асунсьйон), у складі якого вже виступав раніше. Прийшов до команди 2011 року, захищав її кольори до припинення виступів на професійному рівні у 2015.

## Виступи за збірну
1998 року дебютував в офіційних матчах у складі національної збірної Парагваю. Протягом кар'єри у національній команді, яка тривала 11 років, провів у формі головної команди країни 76 матчів, забивши 10 голів.
У складі збірної був учасником чемпіонату світу 1998 року у Франції, розіграшу Кубка Америки 1999 року у Парагваї, чемпіонату світу 2002 року в Японії і Південній Кореї, розіграшу Кубка Америки 2004 року у Перу, чемпіонату світу 2006 року у Німеччині.

## Титули і досягнення
- Чемпіон Парагваю (6):

«Олімпія»: 1995, 1997, 1998, 1999, 2000, 2011К
- Володар Кубка Португалії (2):

«Порту»: 2000–01
«Спортінг»: 2006–07
- Володар Суперкубка Португалії з футболу (1):

«Порту»: 2001